# Haga slott, Enköpings kommun

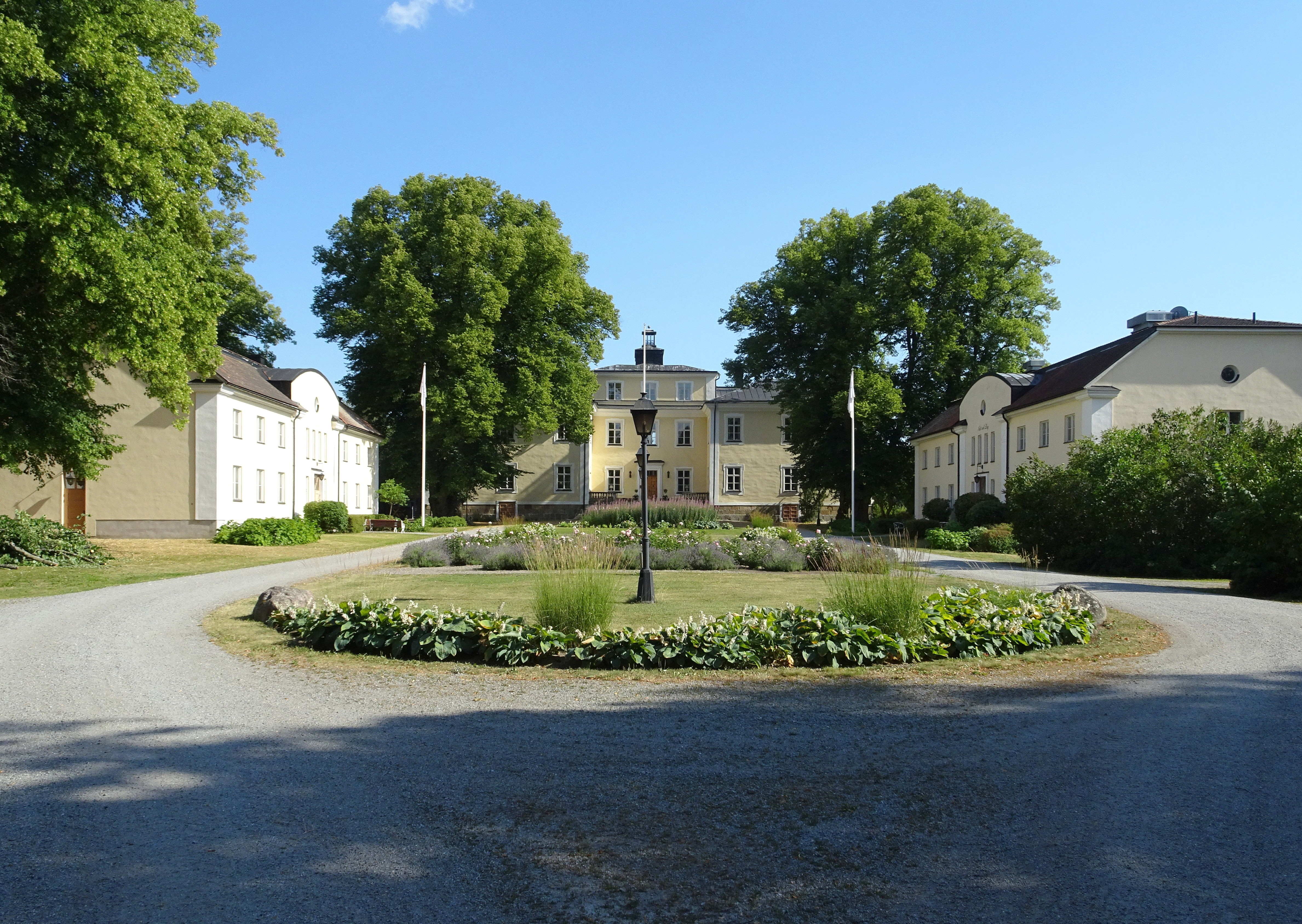
Slottet och de båda inre flyglarna, juli 2018.

Haga slott är en slottsliknande herrgård och ett tidigare säteri beläget i tätorten Haga i Svinnegarns socken, cirka fem kilometer söder om Enköping i Uppsala län. Huvudbyggnaden uppfördes på 1660-talet efter ritningar av arkitekt Nicodemus Tessin d.ä. på uppdrag av kammarrådet Gustaf Persson (Natt och Dag).

## Historia

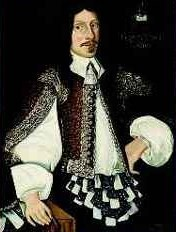
Byggherren Gustaf Persson Natt och Dag

Hagas ägor (västra delen) 1668.

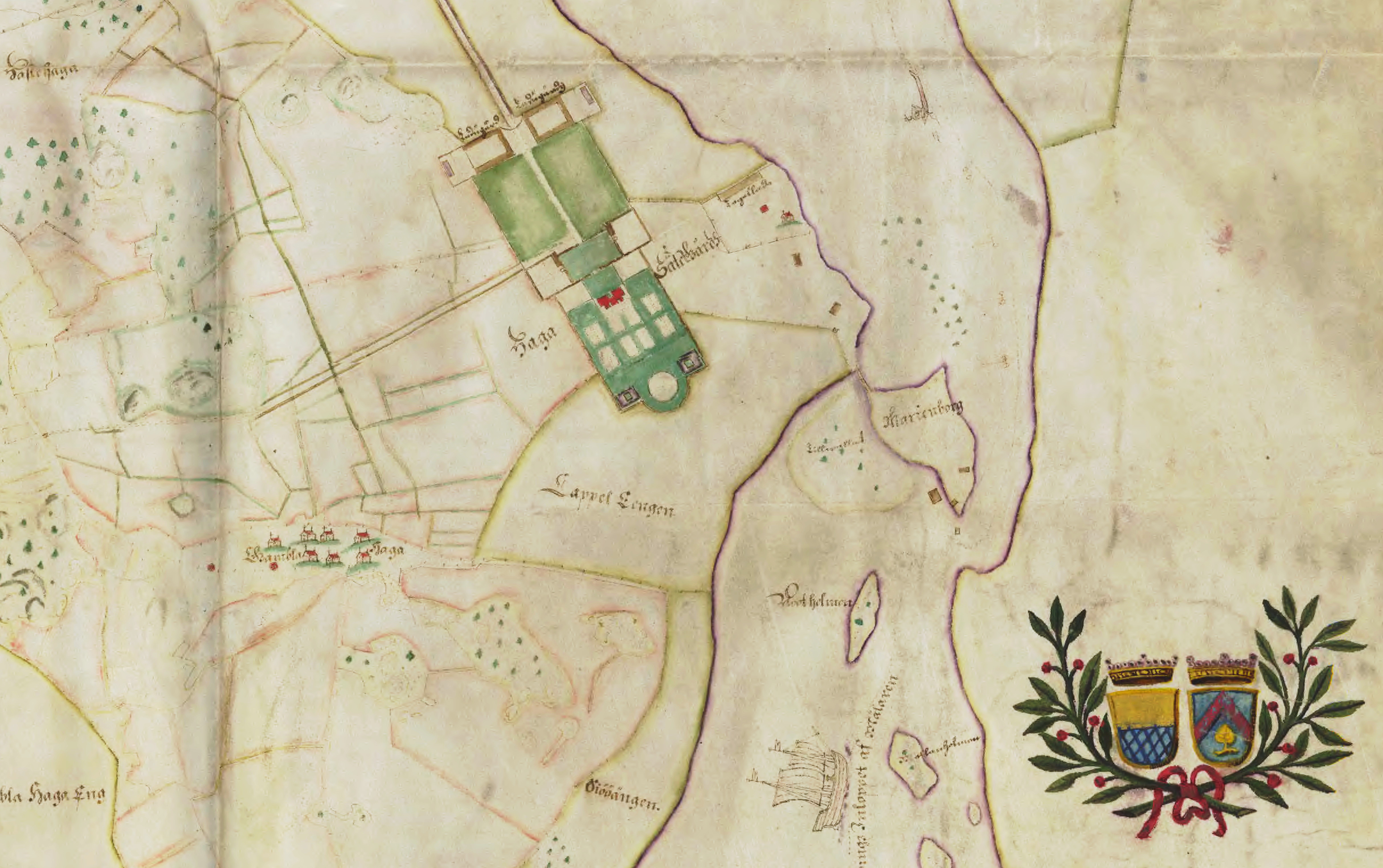
Haga sätesgård, 1668.

Haga ligger vid platsen för den medeltida borgen Marieborg som var placerad på en holme vid Enköpingsåns utflöde i Mälaren. Det är okänt vem som grundlade borgen, men det är troligt att det var riddaren Johan Molteke som dog i slaget vid Åsle 1389.
Borgen såldes av hans änka, Katarina Glysingsdotter (Glysing), till drottning Margareta 1390 som överlät den till Sten Bengtsson (Bielke) senast 1394. Hans son Ture Stensson (Bielke), död 1425, skall ha flyttat huvudsätet från Marieborg till "Gammal-Haga" bys ägor, där Hagas huvudbyggnad nu ligger. 
Haga tillföll sedan kung Karl Knutsson (Bonde) efter hans första fru, Ture Bielkes dotter Birgitta, död 1436. Genom hans dotter Kristina Karlsdotter (Bonde) kom det till hennes man, rikshovmästaren Erik Eriksson (Gyllenstierna) den yngre. Godset gick sedan i arv bland deras efterkommande till 1836 och ägdes under denna tid av släkterna Tre Rosor, Stenbock, Natt och Dag, Mörner, Falkenberg och Posse. 
Den största betydelsen för Haga hade kammarrådet Gustaf Persson (Natt och Dag) (1627–1688) som var Henrik Georg Falkenbergs svärson. På hans initiativ uppfördes i slutet av 1660-talet nuvarande huvudbyggnad och för projektet anlitade han den för tiden framstående arkitekten Nicodemus Tessin d.ä.
Ägorna utgjorde 14³/₈ mantal och sträckte sig längs båda sidor om Svinegardsviken, i söder ända ner till (inklusive) ön Stora Skarpan och i norr till landsvägen mellan Strängnäs och Enköping (dagens riksväg 55). I väster följde tomtgränsen landsvägen och en del väster om den. I öster gick Hagas mark ungefär fram till dagens länsväg 513. Till egendomen hörde bland annat tegelbruk, kvarn och såg.
År 1836 såldes godset av grevinnan Helena Charlotta Henrietta Posse och hennes man, statsrådet Carl Ludvig von Hohenhausen, till överhovstallmästare Ferdinand Braunerhielm. 1894 blev grosshandlare L.L. Liberg ägare till Haga. Mellan 1905 och 1912 styckades en del av gårdens mark för villabebyggelse genom Haga Aktiebolag som ägdes av Liberg. 1912 förvärvades Haga av löjtnant Adolf Wersäll, som påbörjade en omfattande renovering och fortsatte med avstyckningen. 
Hotell och Restaurangsanställdas förbund köpte slottet 1924 och gjorde det till sommarhem för medlemmar. Från början av 1940-talet till 1962 var Haga mentalsjukhus. Därefter stod slottet öde fram till 1984 då byggföretaget Anders Diös AB förvärvade egendomen och började renovera anläggningen.

## Haga idag
Efter omfattande renoveringar blev Haga en hotell- och konferensanläggning som invigdes i maj 1990. Anläggningen förfogar över 83 hotellrum med totalt 136 bäddar, nio möteslokaler, elva grupprum, fyra matsalar, fyra festlokaler och en restaurang med upp till 200 sittplatser. Haga har en egen brygga i Mälaren och en Spa-anläggning. Från 1998 till 2017 ägdes och drevs Haga Slott av Sejour. Idag (2018) är det företaget Lyckorna som driver båda Haga och Schenströmska herrgården utanför Västerås. Till slottet hör idag marken med själva slottsanläggningen inklusive flygelbyggnader samt parken åt söder och allén åt norr. Bostadsbebyggelsen kring parken är en egen fastighet.

## Bebyggelsen

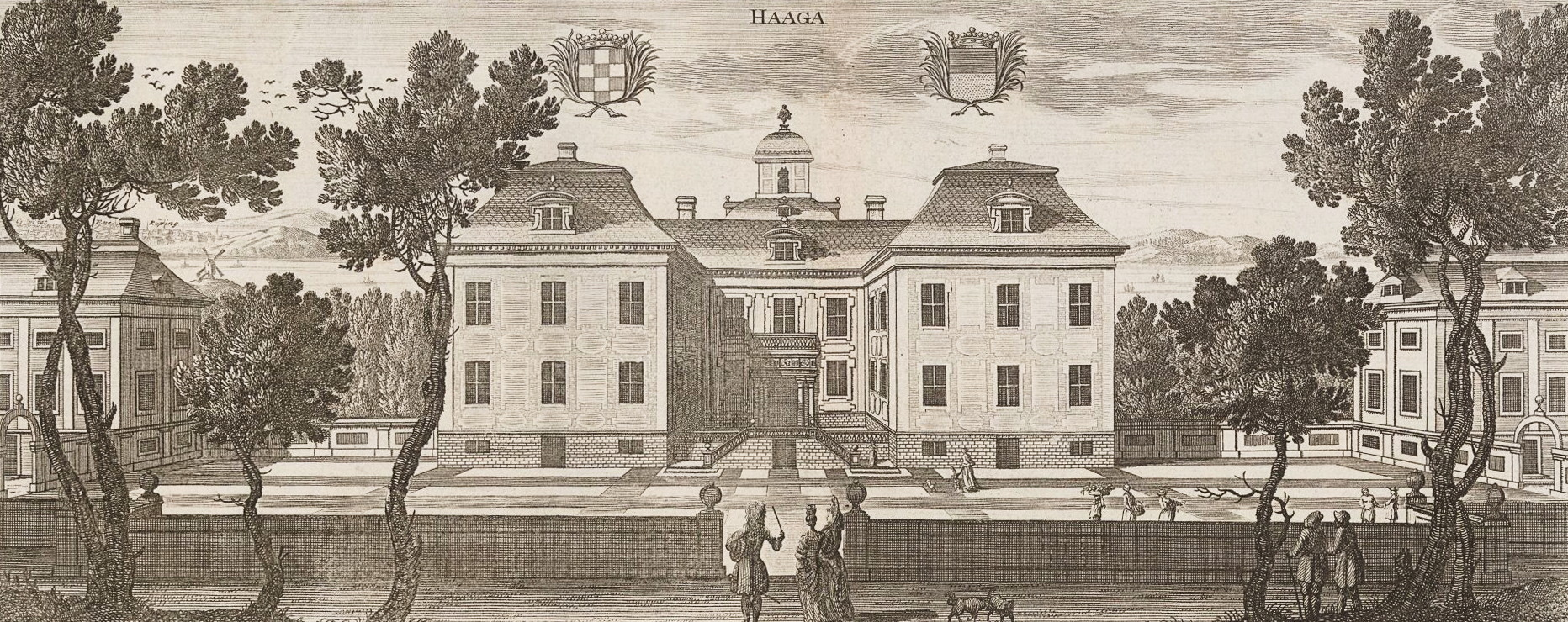
Haga slott i Sueciaverket, 1690.

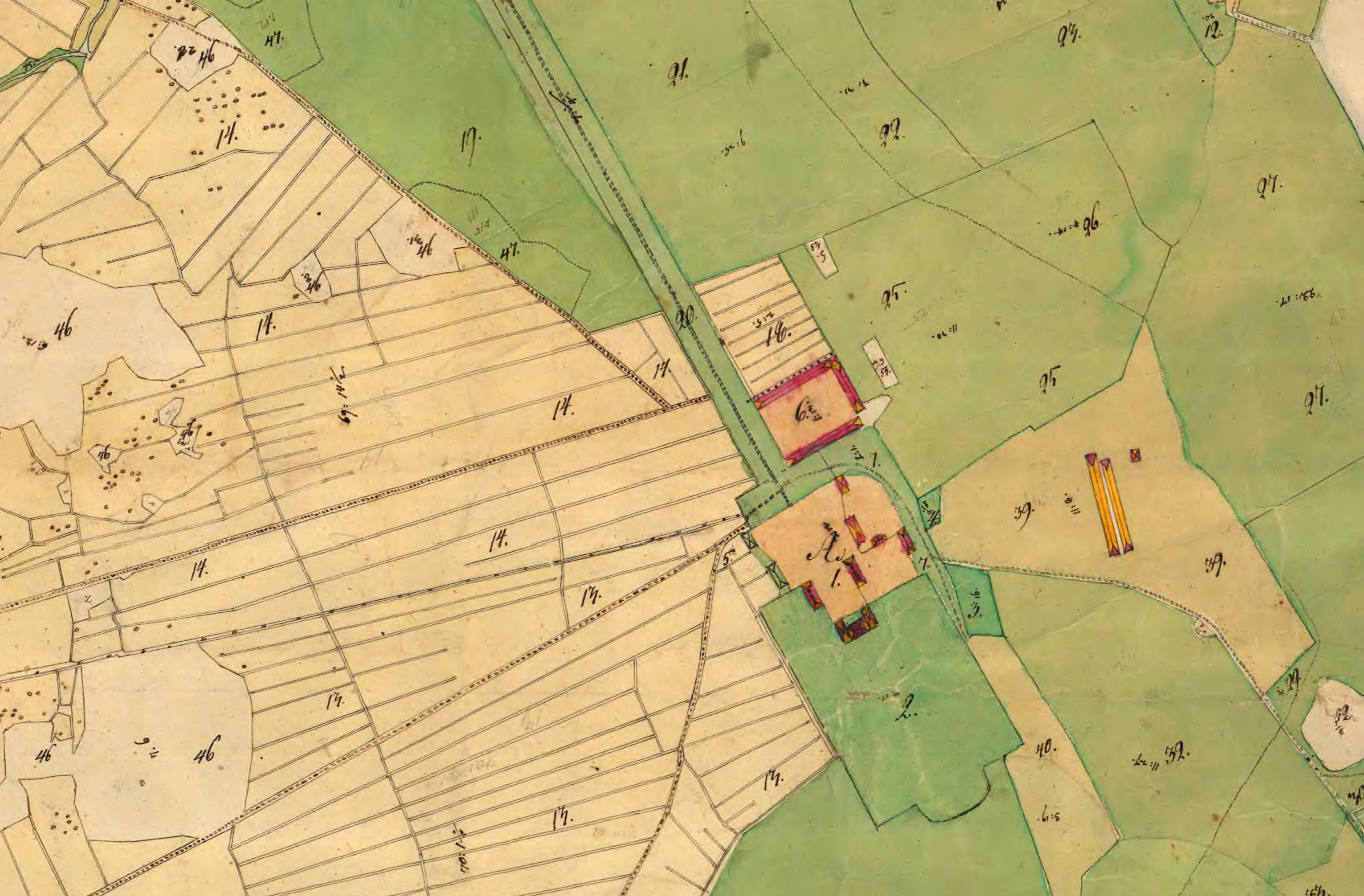
Haga sätesgård, 1818.

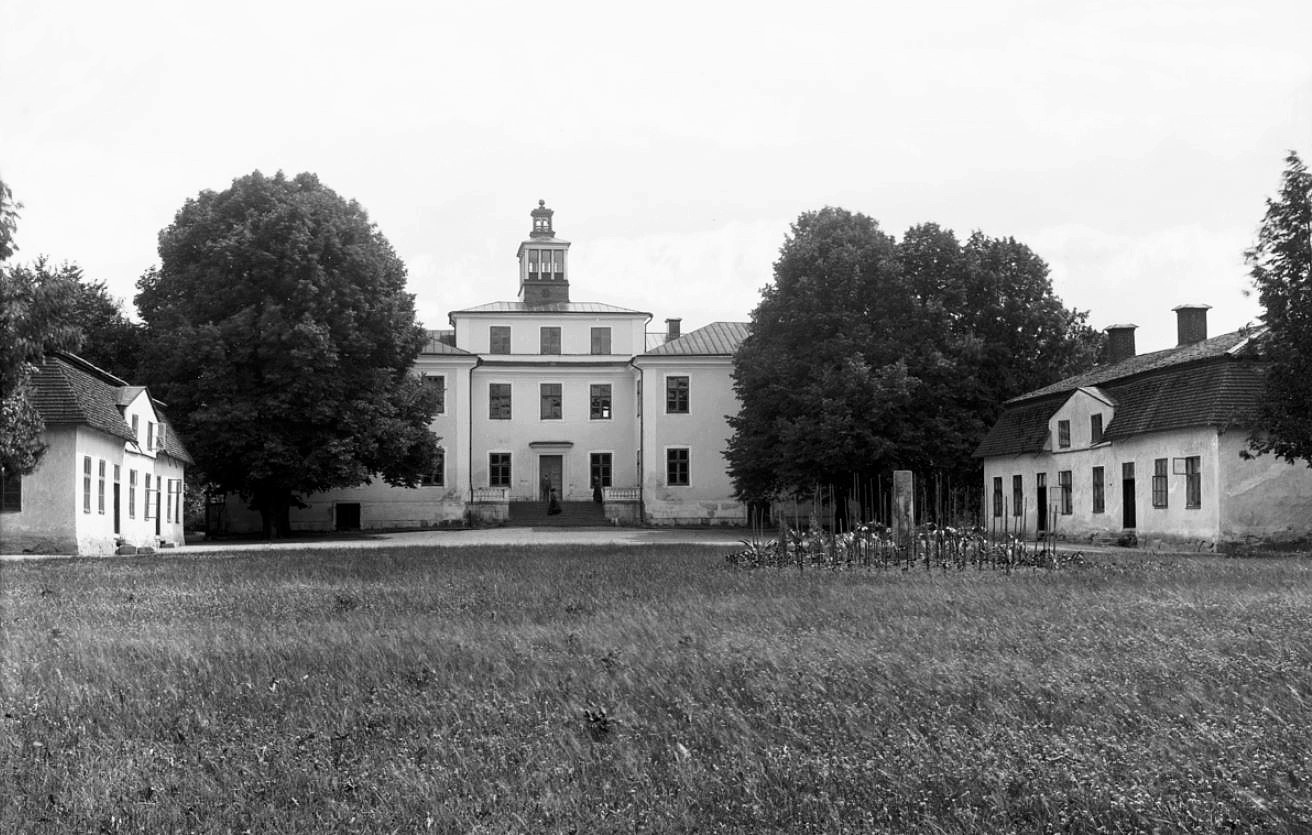
Huvudbyggnaden och de båda inre flyglarna kring sekelskiftet 1900.

Haga finns avbildat på en karta 1668, där syns den nästan färdigställda huvudbyggnaden med flera mot gårdssidan utstickande fasaddelar. På Gripenhielms Mälarkarta utförd 1688-1689 finns även en akvarell av Hagabyggnaden. Planschen från 1690-talet, upprättad av Erik Dahlbergh i Suecia antiqua et hodierna, är som vanligt idealiserande och innehåller missuppfattningar angående utseendet som tyder på att den är baserad på en byggnadsritning snarare än det verkliga slottet.
Hagas huvudbebyggelse nås från norr och riksväg 55 via en cirka en kilometer lång trädplanterad allé. Corps de logi placerades strängt symmetriskt i alléns förlängning och är ett verk av Nicodemus Tessin d.ä. som formgav byggnaden i italiensk senrenässans. Byggnaden stod färdig år 1670, innan dess fanns här en medeltida borg som sedan utgjorde grunden för nybygget. Byggherren var Gustaf Persson (Natt och Dag) som var gift med  Christina Ulfsparre af Broxvik.
Huvudbyggnaden utgörs av ett putsat stenhus i två våningar med två fasta flyglar. Kompositionen bildar mot entrésidan ett indraget mittparti i tre våningar, krönt av en lanternin. En bred fritrappa leder upp till huvudentrén som inramas av en balustrad. På sjösidan är fasaden genom pilaster uppdelad i fem lika breda avsnitt om två fönsteraxlar vardera. Över portalen i mittersta avsnittet syns husherrens och hustruns släktvapen i sten. Söder om huvudbyggnaden sträckte sig ursprungligen en barockpark, idag en gräsyta med cypressplanterad centralgång.
Omkring 1840 genomfördes en omfattande renovering av huvudbyggnaden varvid en del av Tessins ursprungliga arkitektur förvanskades. På en ägomätningskarta från 1818 framgår huvudbyggnaden med sina fyra flyglar och ytterligare bebyggelse bestående av mindre stugor. Direkt norr om gården och öster om allén, fanns Hagas ekonomibyggnader, anordnade i en fyrkant kring ett gårdsplan. Även idag ligger här ekonomibyggnader som dock inte längre hör till slottet. Öster om gården syns två långsmala torklador från gårdens eget tegelbruk. Här finns idag Haga tegelbruk som är Sveriges enda kvarvarande fabrik för tillverkning av fasadtegel och ägs sedan 2001 av ett österrikiskt bolag. 
Slottsbyggnaden flankeras av fyra fristående flyglar i två våningar som är nybyggda på 1980-talet, när Diös var ägare, och ersatte då fyra äldre byggnader. På ett fotografi från sekelskiftet 1900 framgår de ursprungliga inre flyglarna som då hade en våning under säteritak. De nybyggda flyglarna är uppkallade efter tidigare ägare respektive arkitekten: Tessin (nordöstra inre flygeln), Natt och Dag (sydvästra inre flygeln), Mörner (nordöstra yttre flygeln) och Falkenberg (sydvästra yttre flygeln). I flyglarna ligger idag Hagas hotellrum.

## Bilder

Slottet
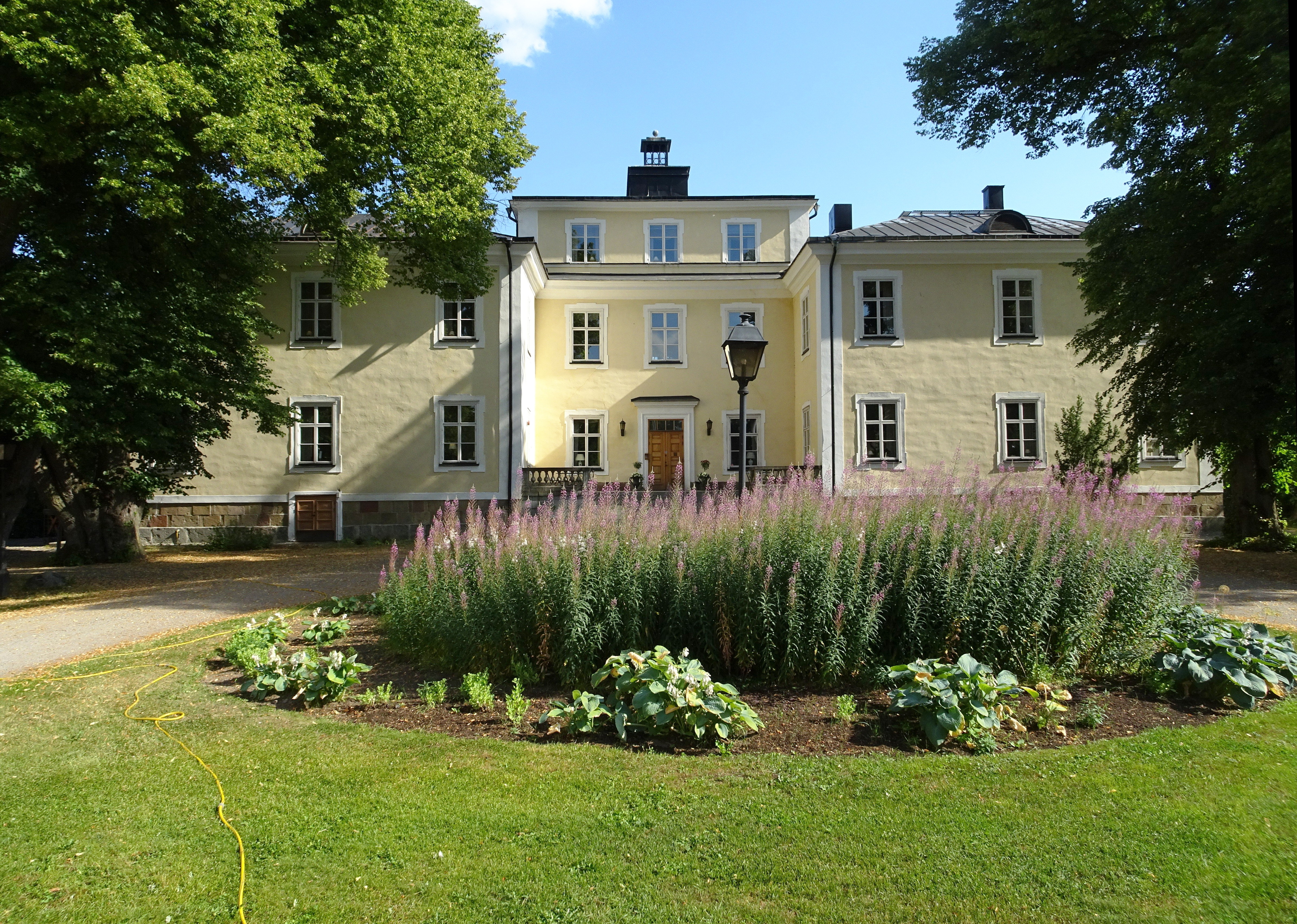
Huvudfasad
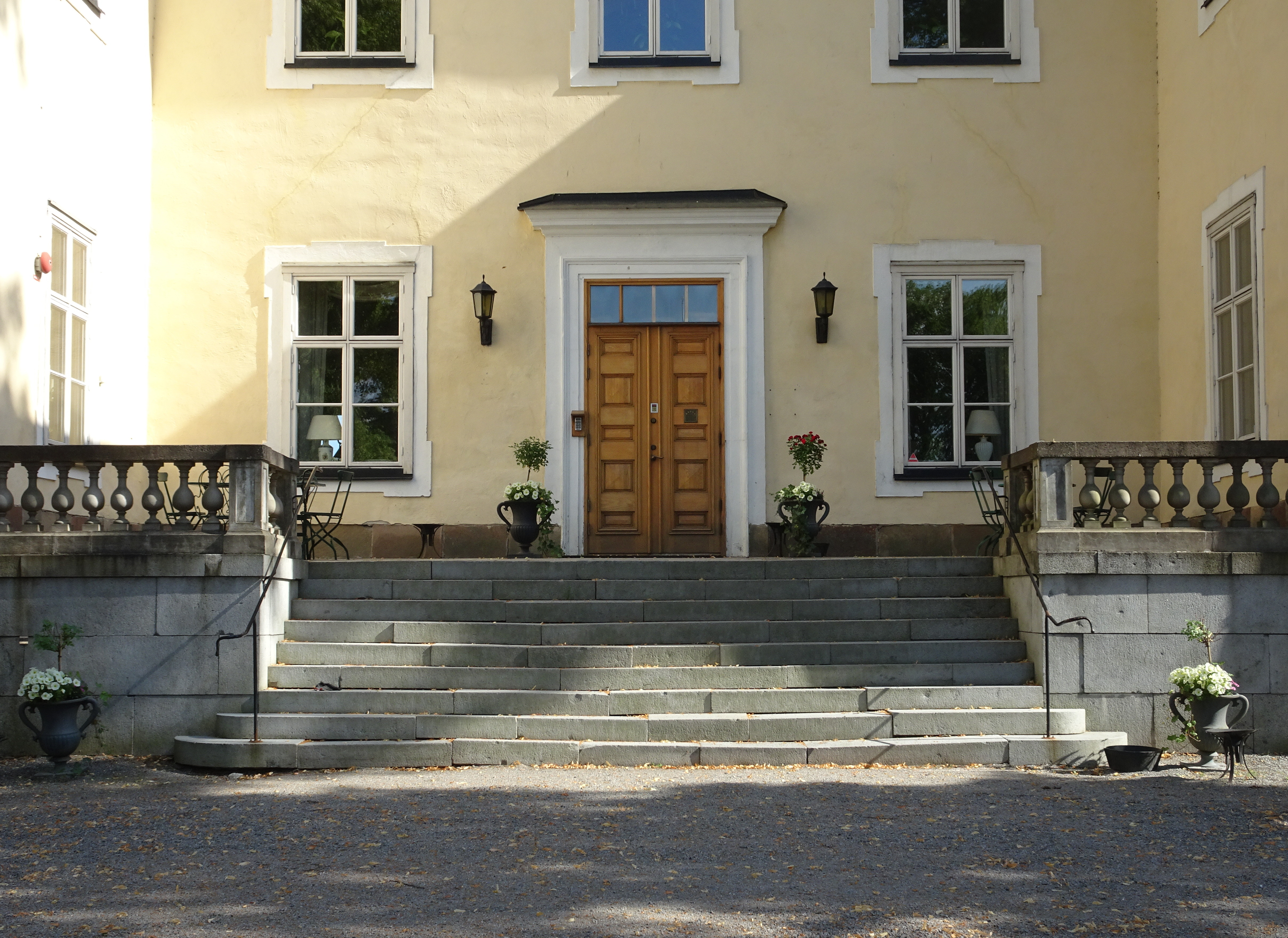
Huvudentré
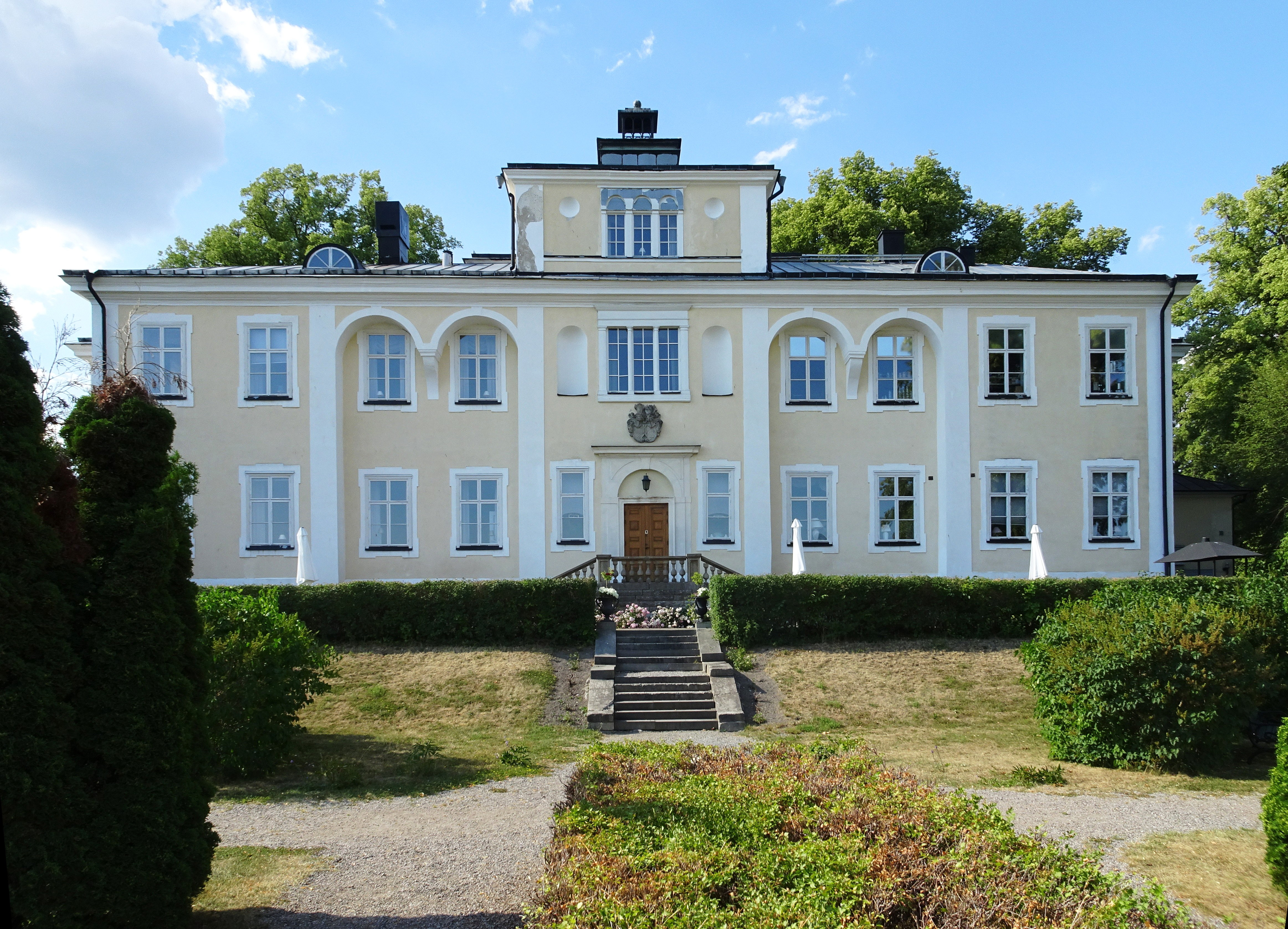
Gårdsfasad
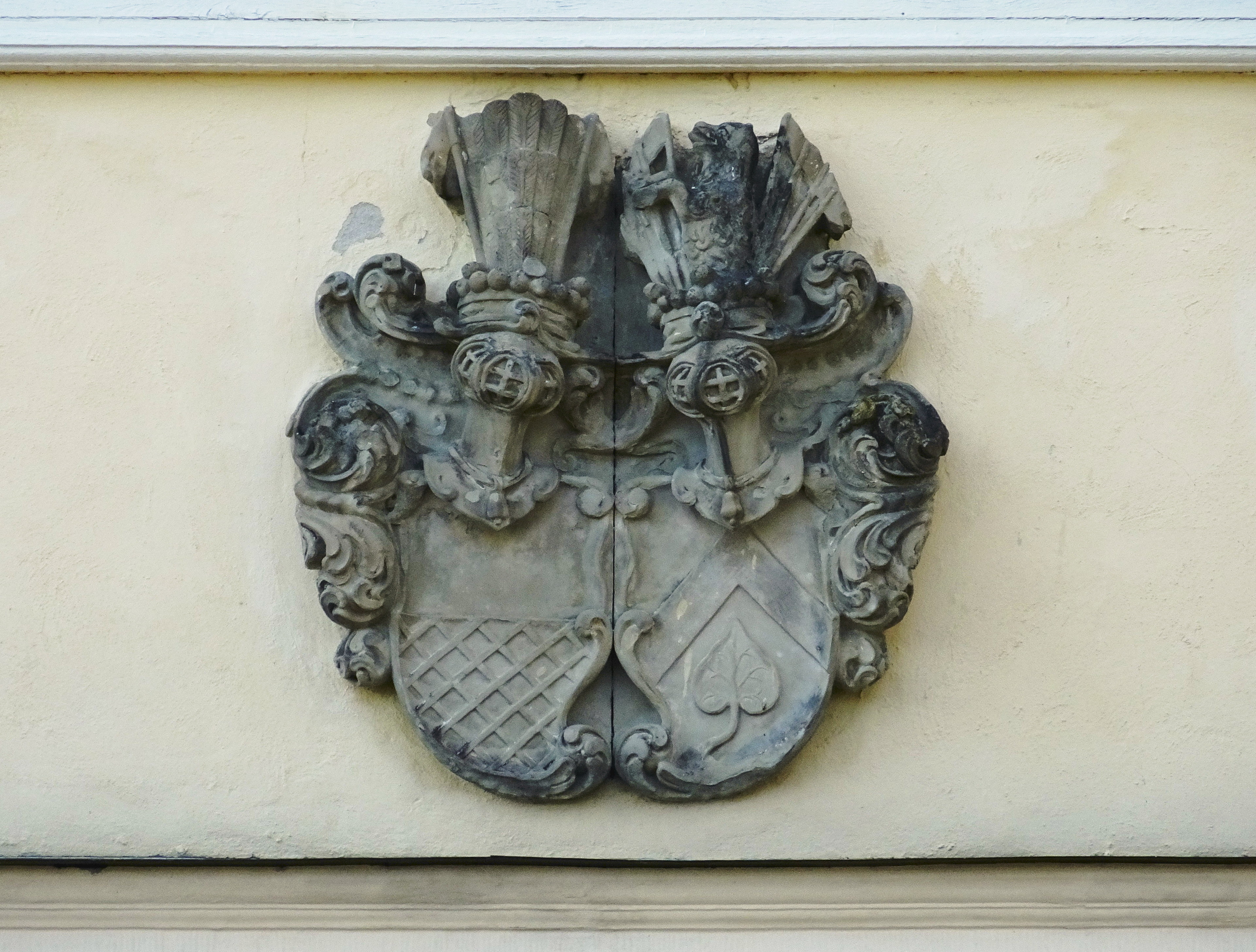
Husherrens och hustruns vapen

Flyglarna
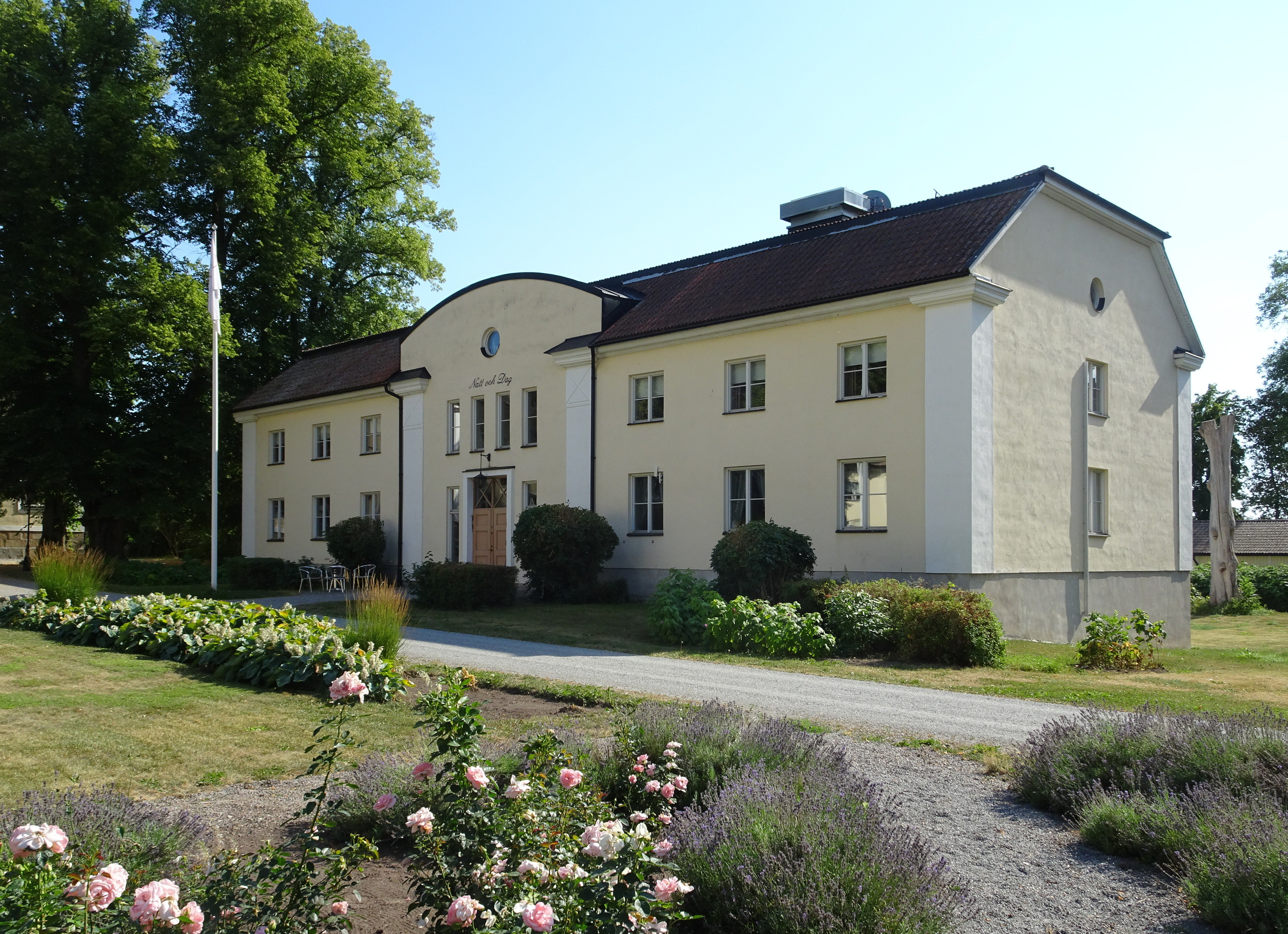
Flygel "Natt och Dag"
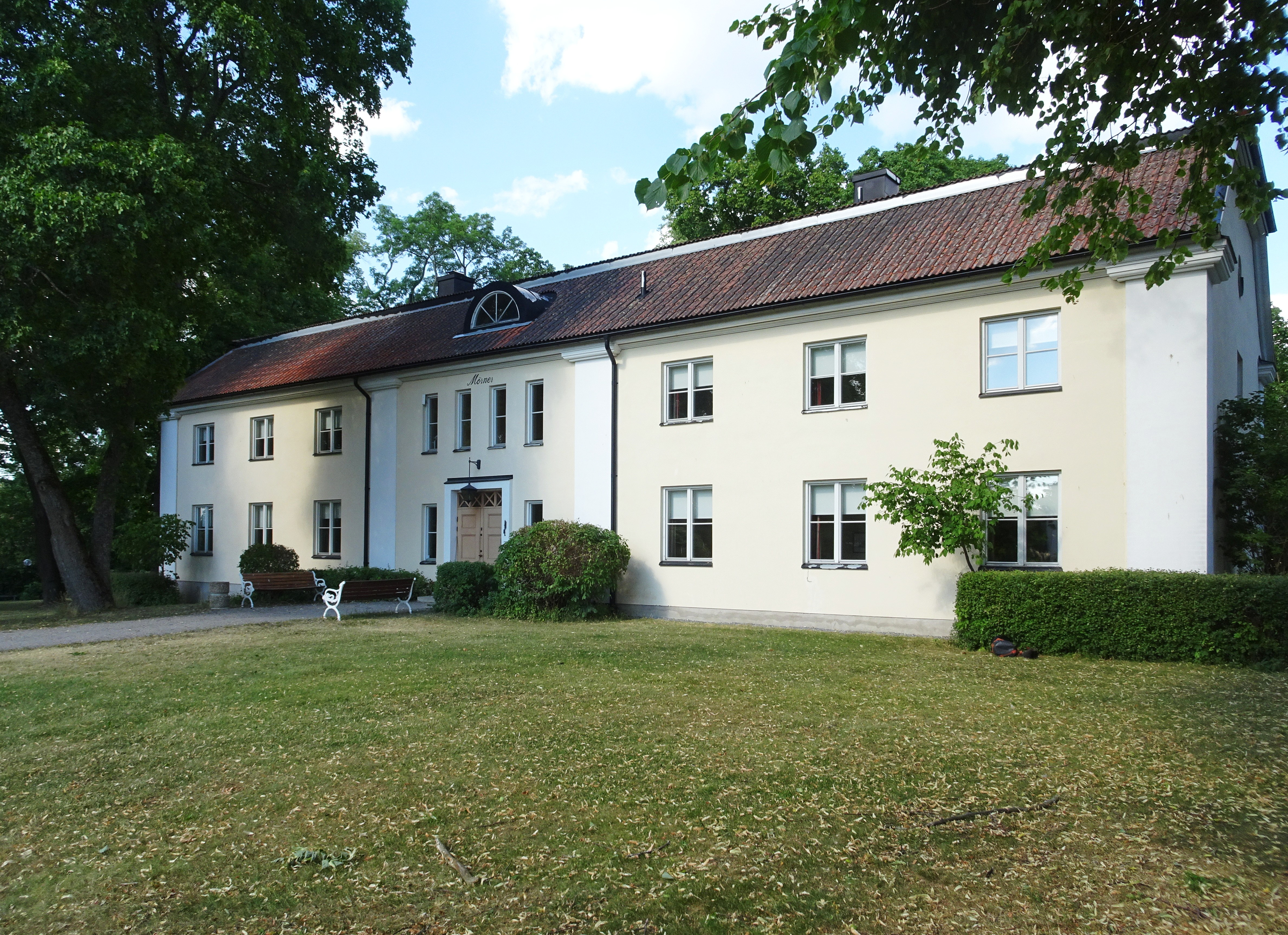
Flygel "Mörner"
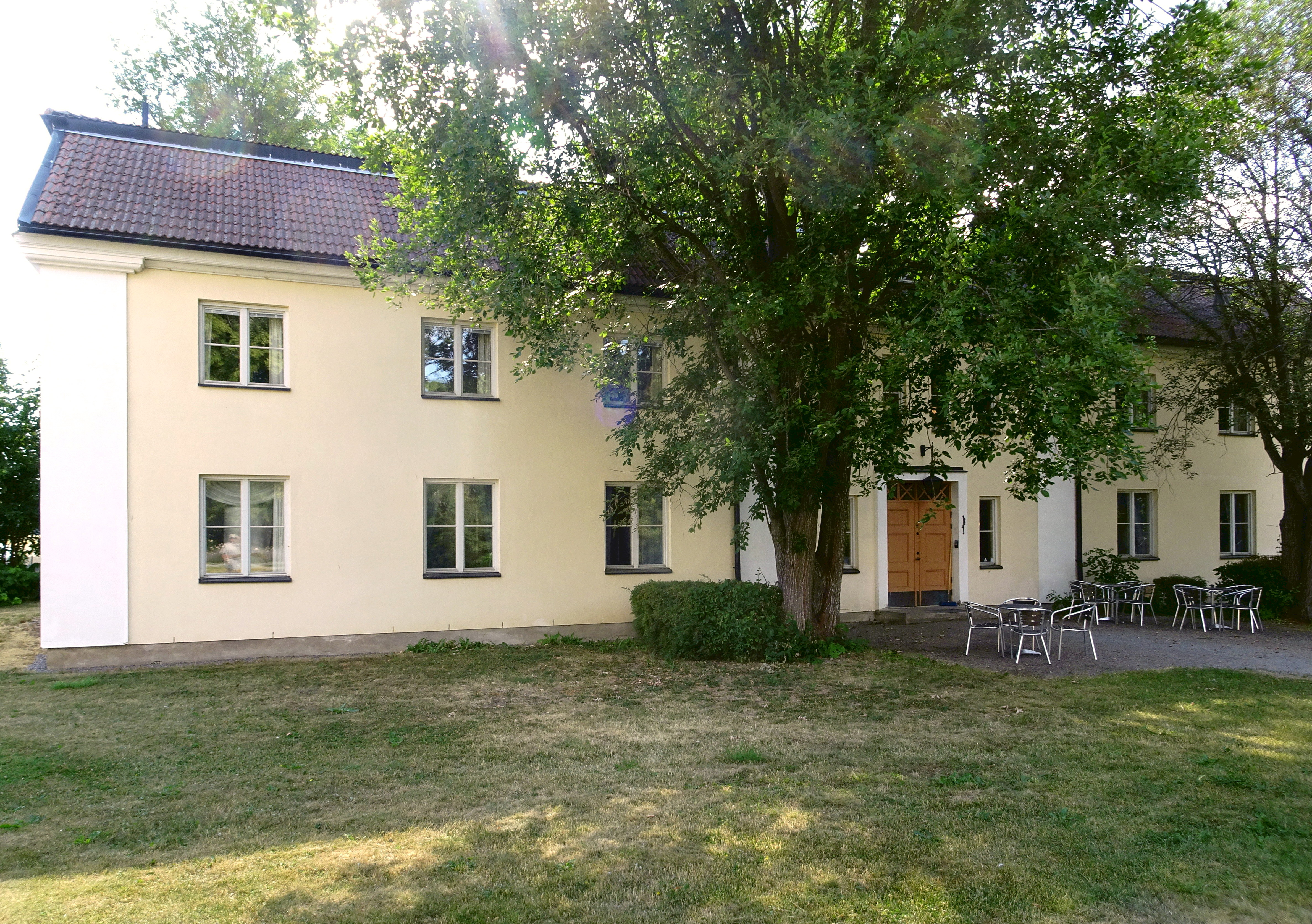
Flygel "Falkenberg"
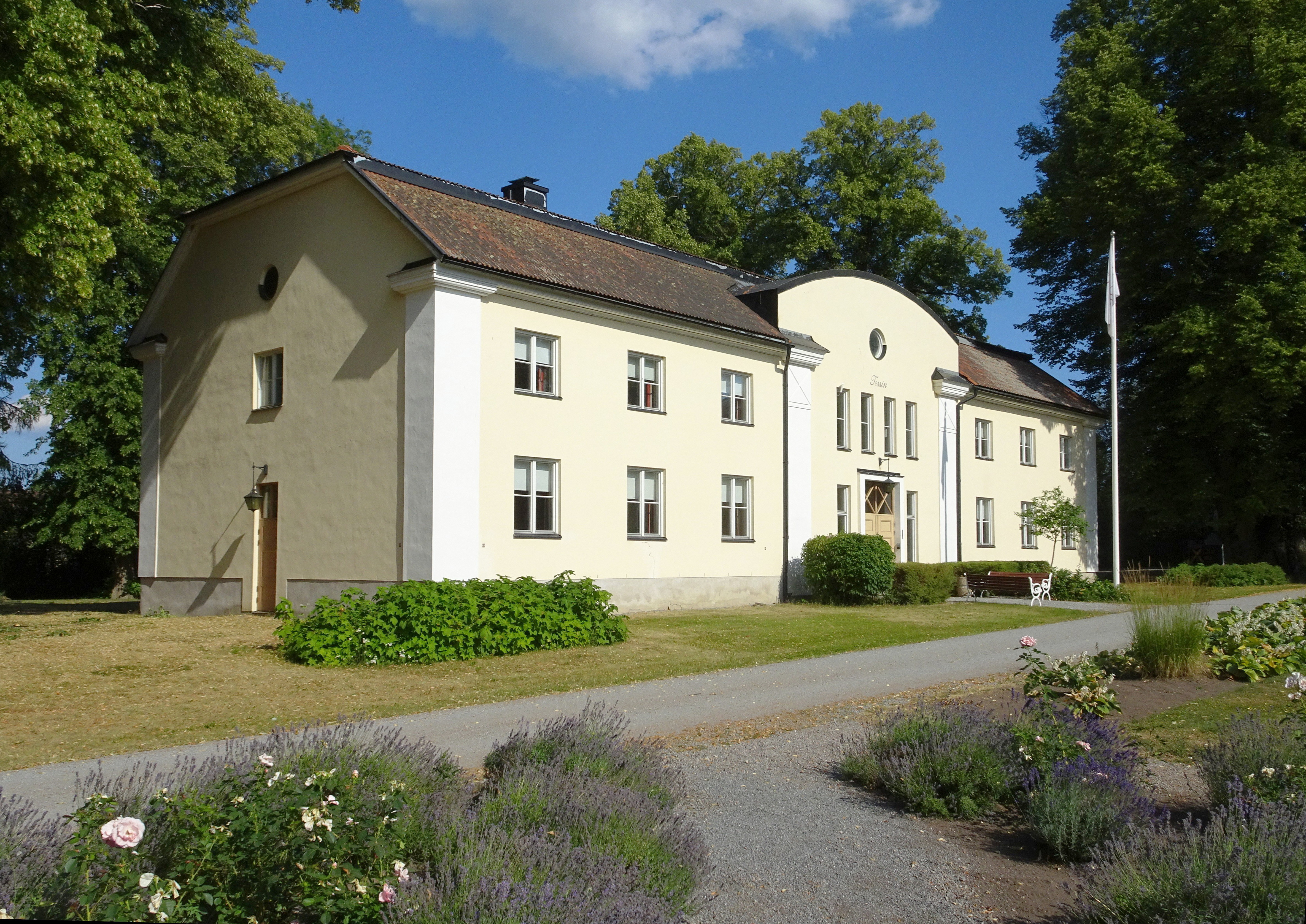
Flygel "Tessin"